# Business for Britain
Business for Britain est un groupe de pression, majoritairement eurosceptique créé en 2013 au Royaume-Uni avec l'objectif affiché une renégociation des relations entre le Royaume-Uni et l'Union européenne. Son siège social était situé dans la Millbank Tower.
Cette coalition liée à la Confederation of British Industry a été fondé en 2013 par le lobbyiste et stratège politique Matthew Elliott, qui l'a décrit comme une « campagne pour le Brexit in utero » qui a réussi à y rassembler des gens de droites, mais aussi de gauche, et qui l'a fait évoluer en deux ou trois ans vers un médiatique groupe de pression europhobe et pro-Brexit.
Business for Britain a été l'un des principaux précurseurs de Vote Leave. Il s'est fait connaitre par une campagne médiatique, lancée en avril 2013 avec la publication d'un manifeste signé par 500 chefs d'entreprise (actifs ou retraités, dont le cofondateur de Phones 4u (John Caudwell), et l'ancien président de Marks & Spencer et d'Ocado, également membre conservateur de la Chambre des lords (Stuart Rose).
Business for Britain a joué un rôle important dans le processus qui a conduit au Brexit.

## Histoire
- En 2013, Business for Britain publie un manifeste, médiatiquement porté par le nombre symbolique de 500 patrons d'entreprises. Ce texte ne demande pas explicitement une sortie de l'Europe, mais appelle à renforcer le poids du Royaume-Uni dans une Europe qu'il souhaitait encore plus libérale :

« En tant que chefs d'entreprise et entrepreneurs responsables de millions d'emplois britanniques, nous pensons que le gouvernement a raison de rechercher un nouvel accord pour l'UE et pour le rôle du Royaume-Uni en Europe. Nous pensons que, loin d'être une menace pour nos intérêts économiques, une Europe flexible et compétitive, avec davantage de pouvoirs dévolus à Bruxelles, est essentielle pour la croissance, l'emploi et l'accès aux marchés. Nous exhortons donc tous les partis politiques à se joindre au mouvement pour s'engager dans une campagne nationale visant à renégocier les conditions d'adhésion de la Grande-Bretagne à l'UE ».
Ce manifeste a ensuite reçu plus de 250 autres signatures d'hommes d'affaires britanniques. Business for Britain a annoncé vouloir créer des conseils dans chaque région du Royaume-Uni, promouvant des idées sur la manière dont la renégociation pourrait se dérouler, et rassemblant les créateurs de richesse et d'emplois (entrepreneurs) du pays pour faire campagne pour un meilleur accord pour la Grande-Bretagne dans l'UE.
- Au même moment, apparait un groupe dénommé Historians for Britain qui soutient les idées de Business for Britain. Cette vingtaine d'historiens se présentent comme non-hostile à l'Europe, mais pensant « que dans un monde idéal, la Grande-Bretagne resterait au sein d'une Union européenne radicalement réformée »[7]. 
Il publie presque aussitôt dans le journal The Times (2013) une lettre signée par 22 historiens anglais. Cette lettre plaide pour une « renégociation » de la relation entre la Grande-Bretagne et l'Union européenne. Elle argue du passé supposément particulièrement indépendant de la Grande-Bretagne. 
À partir de 2014 Business for Britain finance entièrement ce groupe d'historiens, qui s'est formalisé en une association Historians for Britain, présidée par le professeur d'histoire du bassin méditerranéen à l'université de Cambridge : David Abulafia. 
Le 11 mai 2015, ce dernier, au nom de l'association, après le vote pour le Brexit, publie dans une revue d'histoire (History Today, populaire au Royaume-Uni) une « tribune » intitulé Britain : apartfrom or a part of Europe ?[7]. Cette tribune cherche à montrer « en quoi le Royaume-Uni s'est développé de manière distincte en comparaison avec ses voisins continentaux », depuis le Moyen Âge, selon Abulafia et ses collègues. Des particularités britanniques feraient que la Grande-Bretagne est un pays bien moins « européen » qu'on ne le pense. L'auteur présente les anglais comme plus doux que les autres peuples européens, ajoutant que ce pays insulaire ayant « régné sur de vastes terres très loin de l'Europe », son ultime destin ne peut pas être simplement européen[8]. Cet historien conclut son appel par la phrase suivante : « La manière dont on vote lors d’un référendum devrait être influencée par le type de nouvelle offre sur la table après la renégociation de la position britannique au sein de l’UE. Cette offre doit refléter le caractère distinctif du Royaume-Uni, enraciné dans son histoire largement ininterrompue depuis le Moyen Âge ». 
Ce texte a immédiatement suscité une vive réaction de la communauté des historiens anglais, qui s'est notamment manifestée par des débats dans la presse nationale et par une lettre à History Today, signée par plus de 250 historiens dénonçant les erreurs et les approximations d'Abulafia. Une association en ligne s'est constituée en réaction, baptisée Historians for History pour démontrer le caractère mythique de la continuité historique, et de l'exception britannique, deux idées construites au XIXe et du XXe siècle. Selon, Chabal É & Malinowski S (2015) : s'il existe une continuité historique outre-Manche, elle est récente (époque contemporaine) et il s'agit surtout d'une continuité politique et de cohésion de l'élite britannique, maintenue au travers de certaines écoles et universités (Eton, Oxford...), et d'un clientélisme puissant dans la City et l'empire colonial anglais. Et ces idées assez largement partagées en Angleterre pourraient avoir été exacerbée par la prééminence mondiale de l'anglais, qui a encouragé un faible niveau de pratique des langues étrangères parmi les étudiants britanniques.

- En 2014, Business for Britain publie un document intitulé Mesurer l'influence de la Grande-Bretagne au Conseil des ministres[9], supposé faire le bilan des votes du Royaume-Uni au Parlement européen. Ce document est présenté comme un travail de recherche (mais non relu par des pairs, ni publié dans une revue de Recherche, et il a été considéré comme mensonger par le groupe de fact checking fullfact.org)[10]. Business for Britain affirme que le Royaume-Uni n'a pas de pouvoir au sein de l'Union Européenne[11]. 
En réaction à ce point de vue, en 2015, les pro-adhésion ont affirmé que la Grande-Bretagne, membre fondateur de l'UE, y a au contraire joué un rôle important[12], verdict qui confirme celui d'un examen de l'équilibre des compétences de l'adhésion à l'UE dans un rapport sur la libre circulation des marchandises au sein du marché unique. Ce rapport a été commandé par le gouvernement de coalition britannique lui-même[13]. Publié le 13 février 2014, il était basé sur environ 600 réponses d'entreprises, d'organisations professionnelles, de groupes de réflexion et de conseils locaux à un questionnaire[13] ; il conclut que « La majorité des répondants (...) ont estimé que, dans l’ensemble, l’action de l’UE était bénéfique pour l’intérêt national du Royaume-Uni »[13], deux analyses qui auront peu de poids face au déferlement de publicités et messages europhobes ciblés, sur certains réseaux sociaux, notamment lancés par AggregateIQ (financé par Vote Leave) dans les mois précédant la fin de la campagne référendaire
- En 2015, Business for Britain produit un rapport utilisant des données tronquées, biaisées ou mensongères réunies par le PERT (Politics and Economics Research Trust. Le PERT, initialement créé sous le nom de TaxPayers' Alliance Research Trust, est un trust libertarien anti-taxes, créé en tant qu'organisation caritative, 10 ans plus tôt, également par Matthew Elliott, fondateur de Business for Britain et de plusieurs autres entités qui se sont coordonnées pour promouvoir le Brexit. Ce rapport présente au public (et au patronat anglais) une situation historique et socio-économique du Royaume-Uni non conforme à la vérité. M Dougan (professeur de droit à la Liverpool Law School, de l'Université de Liverpool)[14] a sévèrement jugé les méthodes et faux chiffres réutilisés par Business for Britain dans ce document présenté comme une « étude » intitulé « L'influence de l'UE sur le droit britannique : la réponse définitive » de mars 2015. Ce rapport commence avec des définitions erronées de ce qu'est une directive et un règlement européens, et même d'une loi parlementaire anglaise dans le droit britannique[15]. Basé sur une méthodologie d'apparence scientifique, mais trompeuse : Business for Britain y affirme que de 1993 à 2014, 64,7% de la législation britannique nouvelle était sous influence de l'UE : les réglementations de l'UE auraient selon ce rapport représenté 59,3% de toute la législation britannique. Mais, côté britannique, le rapport additionne le nombre total de mesures législatives primaires et secondaires alors adoptées dans le pays (actes du Parlement + textes réglementaires). Alors que du côté Union européenne, le mode de calcul change : il additionne le nombre total de règlements adoptés par l'UE ; puis identifie le nombre total de mesures de transposition des directives par le parlement britannique, extrait ces mesures du décompte britannique pour les exporter vers celui de l'UE. Le décompte final laisse alors penser que seules 35,3 % des actes étaient de « pures » lois britanniques.
Dougan (2017) montre que cette manipulation des chiffres multiplie (par près de dix) le nombre de textes de lois apparemment directement induits par l'UE, faisant croire que le Royaume-Uni avait perdu son indépendance juridique[14].
De plus, note Dougan, il n'est pas évident que Tim Philpott (auteur du rapport) « possède une formation, des qualifications, des compétences, une expérience ou une validation externe par des pairs dans le domaine de la recherche juridique »[14]. Selon Dougan, de tels biais, utilisés par l'alliance pour le Brexit lors de la campagne référendaire, ont conduit à « l'une des campagnes politiques les plus malhonnêtes de l'histoire britannique moderne »[14]. L'UKIP a ainsi pu faire croire que Bruxelles imposait ou croit 75 % de la législation britannique, taux, qui selon Dougan (2017), « ne semble basé sur rien de plus que des remarques de presse, spontanées et non fondées, d'un ancien commissaire européen »[14].

- En octobre 2015, trois ans après sa création, le conseil d'administration de Business for Britain décide - à l'unanimité - de soutenir la campagne de Vote Leave en faveur du Brexit[16].

L'histoire et la réussite de ce lobby sont très liées à celles du fondateur du groupe : Matthew Elliott.

Ce personnage a créé et/ou coordonné en quelques années une galaxie de Think tanks et d'organisation charitables (ne citant généralement pas leurs donateurs et souvent adhérent du Réseau Atlas). Plusieurs de ces entités ont utilisé des données illégalement acquises (de Cambridge Analytica) et reçu de l'argent pour tout ou partie détaxé et d'origine inconnue, argent redistribué pour promouvoir le Brexit, dont au Canada à l'entreprise AggregateIQ (via Darren Grimes). AggregateIQ jouera un rôle discret, mais majeur pour l'avènement du Brexit, en permettant, grâce à sa maitrise de l'exploitation du Big data et des algorithmes de ciblage appliqués aux bases de données de Cambridge Analytica, de manipuler l'opinion publique via les réseaux sociaux. 
Elliott a lui-même tenu (à partir de 2015) le rôle de directeur général de Vote Leave, avec le soutien de Business for Britain, tout en coordonnant divers thinks tanks et groupes de pression europhobes pour retourner l'opinion publique en leur faveur, via les médias et surtout via les réseaux sociaux. Cette coordination s'est notamment lors de réunions bi-hebdomadaires tenues au 55 Tufton Street à Westminster. Un groupe d'alliés pro-Brexit, parfois surnommé « les neuf entités » coordonnaient ainsi leurs stratégies et discours portés vers les médias et les réseaux sociaux, ave des méthodes proches de celles utilisées outre-atlantique par Donald Trump et son conseiller Steve Bannon (membre du conseil d'administration Cambridge Analytica),,. Parmi ces méthodes, figurait l'utilisation de millions de données personnelles volées sur Facebook par Cambridge Analytica. Ces données ont été réorganisées par la société-sœur de Cambridge Analytica : Aggregate IQ basée au Canada. Cette-ci, avec des outils dits d'intelligence artificielle et inspirés de la guerre psychologique, a produit des messages très ciblé, adaptés à chaque socio-catégorie d'électeur. Ces messages, plus ou moins subliminaux, encourageant la rancœur et la colère contre l'Union européenne, le taxes, visaient à rendre le Brexit désirable pour les indécis, ou à décourager les anti-Brexit. 
Dans le réseau créé et utilisé par Elliott figuraient outre Business for Britain le Think tank et groupe de pression The TaxPayers' Alliance et de sa branche « caritative » (Le TaxPayers' Alliance Research Trust, rebaptisé environ un an après sa constitution en Politics and Economics Research Trust (dit PERT) ainsi que d'un autre groupe eurosceptique Big Brother Watch. Certains observateurs ont fait remarquer que Elliott est aussi le créateur d'un groupe des conservateurs amis de la Russie (Conservative Friends of Russia), craignant une influence russe sur le vote relatif au Brexit. Elliott a répondu ne plus avoir de relations avec la Russie depuis plusieurs années.

### Ambiguïtés et dissensus interne?
Les positions des signataires de l'appel des 500 patrons n'étaient ni homogènes ni totalement consensuelles ni représentative de la majorité du patronat anglais.
Selon son premier manifeste, ce groupe ne souhaitait qu'une renégociation permettant au pays (qui était déjà hors de la zone euro) de rester dans l'Union, mais avec moins de contraintes ou de contrôles, au profit d'un marché encore plus libéralisé que ce qu'a permis la Directive Bolkenstein (du 16 février 2006) et d'autres.
Selon les sondages, durant la campagne référendaire qui a abouti au Brexit, une grande partie des milieux d’affaires et des services financiers était en réalité « largement en faveur de l'adhésion britannique » à l'Europe.
Mais les mêmes soutenaient soutenaient fortement l'objectif de David Cameron de rendre l'UE plus compétitive et libérale, en allégeant les normes et réglementations (sur le climat et l'environnement notamment) et en diminuant la bureaucratie européenne considérée comme trop contraignante (par les industriels et négociants notamment).
Selon certaines enquêtes, en dépit de cela, en 2015 « seule une poignée d'entreprises plaideraient ouvertement pour rester dans l'UE, en grande partie par crainte de s'aliéner les consommateurs eurosceptiques ».
Quelques patrons plaideront pour un Brexit dur et rapide, en tablant sur un rapprochement économique du Royaume-Uni avec les États-Unis, à concrétiser par un ambitieux nouvel accord de libre-échange bilatéral avec l'Administration Trump et préparé avec divers lobbys conservateurs ou libertariens américains ex : Heritage Foundation.
D'autres estimeront que le Royaume-Uni avait plus à perdre qu'à gagner en quittant l'Union européenne. Ainsi l'homme politique et ancien président de Marks & Spencer et d'Ocado (Stuart Rose), bien qu'ayant fait partie des fondateurs du mouvement Business for Britain, décidera en octobre 2015, de basculer dans le camp opposé, en acceptant même le poste de président de Britain Stronger in Europe, le groupe de campagne officiel hostile au Brexit (groupe dans un premier temps nommé The In Campaign Limited, créé pour promouvoir le maintien du Royaume-Uni dans l'Union européenne). Certains commentateurs, du côté pro-Brexit, estiment que Rose a été choisi dans ce rôle « afin de montrer que les militants pro-adhésion ne sont pas nécessairement 'pro-européens' ». Le parti de Rose perdra cependant lors du référendum. Après quoi il se rebaptisera (le 6 September 2016, à l'initiative de Peter Mandelson et Roland Rudd) en Open Britain, en proposant d'abord un second référendum, puis en adoptant l'objectif de minimiser les effets négatifs du Brexit sur l'économie du pays.
En outre, dans les années 2010 où les inégalités de richesses ont progressé en Grande-Bretagne, dans les entreprises anglaises, les syndicats étaient largement en faveur de l'intégration dans l'Europe, notamment depuis que Jacques Delors, lors de sa présidence de la Commission européenne, a en 1988 assisté à la conférence du TUC en y promouvant une «Europe sociale» impliquant une réglementation plus sociale et protégeant des emplois publics que les gouvernements successifs de M. Thatcher s'étaient engagés à supprimer et dont David Cameron ensuite aspirait aussi à s'en débarrasser.
À la différence de nombreux représentants du patronat, les syndicats tiennent notamment à la directive sur le temps de travail. Mais paradoxalement, le contenu de la stratégie de «renégociation» du Premier ministre visant à encore libéraliser le marché du travail a conduit certains syndicats à eux-mêmes devenir euro sceptiques (ex : chez les travailleurs des transports Le syndicat RMT a déjà déclaré son intention de faire campagne contre l'adhésion à une UE « pro-austérité, anti-travailleurs ». D'autres syndicats craignant l'abolition, à la demande de D Cameron, de la directive sur le temps de travail, ont envisagé d'aussi faire campagne pour le Brexit.

## Membres, personnel
Le groupe a été lancé avec le soutien de nombreux petits patrons, des patrons de moyennes entreprises et quelques hommes d'affaires très riches et/ou influents dans le monde de la politique, tels que Neville Baxter, Harriet Bridgeman CBE, Peter Cruddas, Robert Hiscox, Daniel Hodson, John Hoerner, Brian Kingham, Adrian McAlpine et Jon Moynihan OBE.
Le directeur général de la campagne a été Matthew Elliott, PDG et fondateur du groupe, qui a notamment pu s'appuyer sur :
- Dylan Sharpe - Directeur de campagne, ancien responsable de la presse pour la campagne No2AV, puis responsable des relations publiques du journal Sun (à partir d'avril 2014) ; il a aussi été directeur de campagne chez Big Brother Watch, responsable des médias chez The Countryside Alliance et attaché de presse pour la campagne 2008 de Boris Johnson à la mairie de Londres, tout en travaillant pour des cabinets de lobbying (dont Pagefield)[31]
- Lee Rotherham : conseiller ayant aussi travaillé pour le député John Hayes, ce qui lui a permis d'avoir un laisser-passer au Parlement[32].
- Robert Oxley, qui a ensuite travaillé pour Vote Leave et comme conseiller spécial à la mi-2016 de Priti Patel quand elle était secrétaire d'État au ministère du Développement international avant d'être forcée de démissionner pour avoir omis de déclarer des réunions avec Israël. fonctionnaires en vacances en Israël à l'été 2017.

## Communication
La communication du groupe s'est inscrite et organisée dans un réseau bien plus large d'entités pro-Brexit notamment fondé par Elliott. Dans les derniers mois de la campagne référendaire, la campagne pro-Brexit a fortement utilisé les réseaux sociaux ou certains sous-réseaux (sur Facebook et Tweeter notamment) et le point de vue initial de Business for Britain semble avoir dans ces réseaux perdu une grande partie de sa visibilité, au profit des messages ciblés de Vote Leave.
À titre d'exemple : concernant l'influence des milieux industriels sur le sujet du Brexit via Tweeter, une étude a a posteriori (publication 2020) a montré que les discours (en anglais) sur le Brexit sur Twitter (#Brexit) peuvent « être largement expliqués par la constitution de groupes de publics organisés autour des deux campagnes et de deux grands partis politiques les soutenants, ces communautés ont pu être étudiées sur la base de leurs médias classiques (presse, radiotélévision), de leur géolocalisation et de leurs réactions à l'élection présidentielle américaine ». Les auteurs, n'ont pas identifié (hormis autour des médias, BBC en notamment) d'importantes sous-communautés crées autour de l'industrie dans son ensemble, ni autour de secteurs ou de leaders individuels du monde industriel. Selon cette étude, la majorité des tweets provenant de comptes Twitter d'entreprises ayant un « score Klout » élevé (supérieur à 75) provenaient par ordre décroissant d'entreprises de services aux entreprises, de banques et autres entreprises de services financiers, d'entreprises des technologies de l'information et de la communications, mais c'est le secteur de l'assurance qui a eu l'activité moyenne la plus élevée. In fine, les comptes professionnels ont eu dans Twitter un impact limité sur le sujet du Brexit.

## Signataires
Voir: http://businessforbritain.org/signatories/

## Financements
Business for Britain était financé selon ses dires (site Internet) par les dons généreux de ses partenaires commerciaux.

## Publications
- Measuring Britain's influence in the Council of Ministers (2014) (Mesurer l'influence de la Grande-Bretagne au Conseil des ministres) (2014)

## Website
http://businessforbritain.org (n'est plus mis à jour ou dysfonctionnements)